# Tiro (mitologia)
Tiro (in greco antico: Τυρώ?, Tyrṑ) è un personaggio della mitologia greca. Fu una principessa della Tessaglia.

## Genealogia
Figlia di Salmoneo e di Alcidice ebbe una relazione con il dio Poseidone dalla quale nacquero Pelia e Neleo. Sposò poi lo zio Creteo, da cui ebbe i figli Esone, Fere e Amitaone.

## Mitologia
Nel libro XI dell'Odissea, si narra del suo amore impossibile per il dio fluviale Enipeo che oltre a non essere ricambiato da Enipeo, era anche osteggiato da Sidero, la seconda moglie di Salmoneo e Poseidone accortosi della situazione decise di sedurla assumendo le sembianze di Enipeo.
Dall'unione con Poseidone rimase incinta di due gemelli ma quando comprese che i nascituri non erano figli del vero Enipeo, per la vergogna li mise al mondo segretamente per poi abbandonarli su una montagna. Furono salvati da un guardiano di cavalli che ne aveva udito i loro gemiti, in quanto uno dei due era stato inavvertitamente scalciato da uno dei suoi cavalli. Il guardiano chiamò costui Pelia, per il livido che portava sulla fronte e l'altro Neleo. Divenuti adulti, i due vollero vendicarsi contro Sidero e Pelia la uccise presso l'altare del tempio di Era dove s'era rifugiata.
Finalmente libera dalle angherie della matrigna, Tiro si sposò con Creteo, fratello di Salmoneo e dal quale ebbe i figli Esone (che sarà padre di Giasone l'eroe del vello d'oro), Fere e Amitaone.
La vicenda di Neleo, Pelia e Tiro è alla base di un'opera letteraria latina di cui non ci restano che pochi frammenti, il Carmen Nelei.